# Deli Boys
Deli Boys är en amerikansk komediserie vars första säsong har premiär på Disney+ den 6 mars 2025. Serien består av 10 avsnitt.

## Handling
Serien handlar om ett par bortskämda pakistansk-amerikanska bröder som förlorar allt när deras far, en framgångsrik butikshandlare, plötsligt dör. De tvingas konfrontera sin Babbas hemliga liv som brottsling.

## Rollista (i urval)
- Asif Ali - Mir Dar
- Alfie Fuller - Prairie
- Poorna Jagannathan - Lucky
- Brian George - Ahmad
- Kevin Corrigan - Chickie Lozano
- Sakina Jaffrey - Seema
- Iqbal Theba - Baba